# Carlos Lemos Simmonds
Carlos Lemos Simmonds (Popayán, 23 de octubre de 1933-Bogotá, 30 de julio de 2003) fue un abogado, político, escritor y periodista colombiano, que ejerció como Presidente de Colombia tras la renuncia de Humberto de la Calle, y una licencia por enfermedad del titular Ernesto Samper.

## Biografía
Nació en Popayán el 23 de octubre de 1933, en el hogar del médico y diplomático Antonio José Lemos Guzmán, quien se desempeñó por muchos años como rector de la Universidad del Cauca y fue también embajador en Chile, y de María Antonia Simmonds Pardo, cuya muerte prematura dejó a Lemos huérfano a temprana edad.
Cursó sus estudios de primaria en el Colegio Champagnat de Popayán. Asistió al Liceo de la Universidad del Cauca para hacer su bachillerato y posteriormente se graduó como abogado de la Universidad del Cauca.
Al terminar sus estudios ejerció el cargo de Juez Municipal de Piendamó en el departamento del Cauca. Después se trasladó a Bogotá, donde comenzó su carrera política al ser elegido Concejal de la capital a principio de la década de 1970, cargo que desempeñó durante tres períodos y que dejó para lanzarse como representante a la Cámara. 
Durante el gobierno de Julio César Turbay, Lemos ocupó el cargo de Secretario General de la Presidencia, y posteriormente se desempeñó como Ministro de Relaciones Exteriores,  en el gobierno de Virgilio Barco fue Ministro de Comunicaciones, Ministro de Gobierno y Ministro de Justicia.  También participó en las negociaciones que llevaron a un acuerdo de paz con la guerrilla del Movimiento 19 de abril (M-19) en 1990.  Sus aportes a la vida pública se vieron reflejados en varias instancias adicionales. Como miembro de la Comisión Asesora de Relaciones Exteriores, hizo aportes para enfrentar a Nicaragua en sus reclamaciones sobre el archipiélago colombiano de San Andrés y Providencia.
A los anteriores cargos les siguió el de Embajador de Colombia ante la OEA, miembro de la Asamblea Nacional Constituyente que redactó la Constitución Política de 1991 y entre julio y noviembre de este año hizo parte y co-presidió la Comisión Especial que ejerció las funciones legislativas hasta la elección de un nuevo Congreso.
Posteriormente fue Embajador de Colombia en Austria, Embajador de Colombia en el Reino Unido, Senador de la República, Vicepresidente y Presidente de la República. Este último cargo lo llegó a ocupar durante nueve días en el gobierno de Ernesto Samper (1994-1998). Lemos había reemplazado al Vicepresidente Humberto de la Calle tras su renuncia y a causa de una incapacidad médica de Samper, asumió la presidencia temporalmente.

### Presidente de la República
Ejerció la presidencia de Colombia durante diez días (del 14 al 24 de enero de 1998), mientras el mandatario titular, Ernesto Samper, viajó a Canadá para hacerse unos chequeos médicos. Numerosas voces de protesta se elevaron desde diferentes medios de comunicación, en columnas de opinión y artículos de la prensa nacional como reacción a la generosa pensión vitalicia a la que se hizo acreedor tras el efímero ejercicio de su cargo. Las críticas atormentaron profundamente a Lemos y así lo hizo saber en entrevistas concedidas con posterioridad a su presidencia. Siempre se defendió aduciendo que nunca había acumulado bienes de fortuna y que consideraba esa pensión como el reconocimiento a una larga vida al servicio del país. Las críticas no disminuyeron con el tiempo. Lemos decidió consignar como su última voluntad que renunciaba a recibir los honores de un funeral de estado reservados a los presidentes de Colombia, cuando muriera. De todas maneras, se mantuvo el derecho a que su viuda conservara la pensión de ley.

## Muerte
El expresidente Lemos Falleció en la Clínica El Country de Bogotá el 30 de julio de 2003, a los 69 años de edad, víctima de cáncer. Dando cumplimiento a su última voluntad, su cuerpo fue velado con sobriedad en la biblioteca de su residencia en el norte de la ciudad y no recibió honores de jefe de Estado.
A su muerte se encontraba casado con Marta Piedad Blanco Guauque, con quien había contraído matrimonio el 13 de octubre de 1987, en el estado de Virginia (EE. UU.). Anteriormente estuvo casado con María Victoria Pérez y Soto.

## Controversia
El 18 de marzo de 1990, siendo Ministro de Gobierno del gobierno de Virgilio Barco rindió una entrevista a la Revista Semana donde afirmó que la Unión Patriótica era el brazo armado de las Fuerzas Armadas Revolucionarias de Colombia - Ejército del Pueblo (FARC-EP). Esta afirmación fue rechazada por los integrantes de la agremiación política, en especial por el entonces candidato presidencial Bernardo Jaramillo Ossa quien le increpó la irresponsabilidad de sus afirmaciones, manifestando que eran una sentencia de muerte para los integrantes de dicha agrupación política. 5 días después sería asesinado Bernardo Jaramillo Ossa, en medio de una escalada de violencia contra la Unión Patriótica que se conoció como el Genocidio de la Unión Patriótica.

## Obras
Además de haber dedicado gran parte de su vida al servicio público, Lemos también se desempeñó como periodista, escritor e historiador. Durante muchos años escribió para el diario El Espacio, donde publicaba una columna habitual titulada «Entre la Romana y el Pasaje» y donde eventualmente ejerció el cargo de subdirector del periódico. Adicionalmente, llegó a dirigir la revista Consigna, fundada por Jorge Mario Eastman. Fue columnista de la sección «Opinión» del periódico El Tiempo, publicó artículos en la Revista Diners y fundó el «Diario Liberal».
Algunas de sus obras memorables son: Memorias de un antigobierno, El Estado Ladrón, El Rescate de la moral, Turbay, de la Base a la Cumbre y Santander.

## Programas de televisión
En televisión, condujo programas como Mesa de Café, Debates Caracol y Fuerza de la Historia. Lector infatigable, poseía una vasta cultura general y su pluma se caracterizó por el manejo impecable de la lengua española y la claridad en la expresión de sus ideas.